# Rivetina byblica
Rivetina byblica — один з видів богомолів великого роду Rivetina, поширений на Близькому Сході, зокрема в Йорданії, Палестині та Сирії. Середнього розміру комаха, самці літають, крила самиці вкорочені. Оотеку відкладає в ґрунт.

## Опис
Богомоли середнього розміру з довжиною тіла приблизно 5,5 см. Тіло буре чи жовтувате, іноді з темнобрунатними крапками. Голова приблизно однакова завдовжки та завширшки. Передньогруди сильно довші за передні тазики, вузькі з глибоким овальним надтазиковим вгинанням, по краю передньої зони з дрібними зубцями. Тазики передніх ніг з 5-7 зубцями. Передні стегна міцні, з 7-11 внутрішніми та 4 зовнішніми шипами. Гомілки передніх ніг з 7-8 зовнішніми шипами та 11-12 внутрішніми. Середні та задні ноги тонкі та довгі, основний членик лапки з шипами на нижній поверхні. Крила у самців добре розвинені, кінці крил досягають кінця черевця. Крила самиць укорочені, не довше за передньоспинку. Передні крила напівпрозорі, з буруватим костальним полем, чорним анальним полем, прозорою смугою на задньому краї та двома великим світлими плямами. Задні крила матові, з кремовими жилками та вічкоподібною плямою. Церки конічні, короткі.
Субгенітальна платівка самиць з 2 шипами, пристосована для копання ґрунту при відкладці яєць.
Від близького виду Rivetina baetica відрізняється довшою та вужчою передньоспинкою, більш тендітною будовою тіла та вкрай варіабельною довжиною надкрил та задніх крил. Від іншого виду того ж роду Rivetina inermis відмінні наявністю шипиків на першому основному членику задньої лапки та іншою формою передньоспинки. Від обох видів відрізняється будовою статевих органів самця.

## Спосіб життя
Мешкають у сухих, напівпустельних чи гірських ландшафтах. На відміну від більшості богомолів, самиця Rivetina byblica відкладає яйця, знаходячись на поверхні ґрунту. Останнім стернітом, що має 2 шипи, вона викопує ямку, де формує оотеку, а потім рухами задніх ніг закопує її.

## Ареал
Поширені на Близькому Сході. Описаний з Йорданії, також мешкає в Сирії, Палестині. На Західному березі річки Йордан це один з найбільш поширених видів богомолів. Повідомлення про поширення цього виду в Туреччині є помилковими.